# FA Cup 1874-1875
La FA Cup 1874–75 fu la quarta edizione del torneo calcistico più vecchio del mondo. Vi presero parte 29 compagini, una in più dell'anno precedente, anche se 4 di esse non parteciparono effettivamente.

## Calendario della competizione
| Turni            | Date                         | Partite disputate | Club  | Nuove partecipanti |
| ---------------- | ---------------------------- | ----------------- | ----- | ------------------ |
| Primo Turno      | 10 ottobre/28 novembre 1874  | 14 (11 giocate)   | 29→15 | 29                 |
| Secondo Turno    | 21 novembre/12 dicembre 1874 | 7 (6 giocate)     | 15→8  | -                  |
| Quarti di Finale | 23 gennaio/6 febbraio 1875   | 4                 | 8→4   | -                  |
| Semifinale       | 27 febbraio/5 marzo 1875     | 2                 | 4→2   | -                  |
| Finale           | 13/16 marzo 1875             | 1                 | 2→1   | -                  |

## Primo Turno
| Squadra locale       | Punteggio                                       | Squadra ospite  | Data             |
| -------------------- | ----------------------------------------------- | --------------- | ---------------- |
| South Norwood        | 1-3                                             | Pilgrims        | 10 ottobre 1874  |
| Upton Park           | 0-3                                             | Barnes          | 24 ottobre 1874  |
| Oxford University    | 6-0                                             | Brondesbury     | 31 ottobre 1874  |
| Wanderers            | 16-0                                            | Farningham      | 31 ottobre 1874  |
| Woodford Wells       | 1-0                                             | High Wycombe    | 31 ottobre 1874  |
| Old Etonians         | 0-0                                             | Swifts          | 5 novembre 1874  |
| Clapham Rovers       | 3-0                                             | Panthers        | 7 novembre 1874  |
| Royal Engineers      | 3-0                                             | Marlow          | 7 novembre 1874  |
| Cambridge University | 0-0                                             | Crystal Palace  | 14 novembre 1874 |
| Hitchin              | 0-1                                             | Maidenhead      | 14 novembre 1874 |
| Southall             | 0-0                                             | Leyton          | 14 novembre 1874 |
| Civil Service        | Qualificata per ritiro dell'avversaria          | Harrow Chequers |                  |
| Shropshire Wanderers | Qualificata per ritiro dell'avversaria          | Sheffield       |                  |
| Windsor Home Park    | Qualificata per ritiro dell'avversaria          | Uxbridge        |                  |
| Reigate Priory       | Qualificata automaticamente al turno successivo |                 |                  |

### Ripetizione
| Squadra locale       | Punteggio | Squadra ospite | Data             |
| -------------------- | --------- | -------------- | ---------------- |
| Swifts               | 1-1       | Old Etonians   | 14 novembre 1874 |
| Cambridge University | 2-1       | Crystal Palace | 21 novembre 1874 |
| Leyton               | 0-5       | Southall       | 28 novembre 1874 |

### Seconda Ripetizione
| Squadra locale | Punteggio | Squadra ospite | Data             |
| -------------- | --------- | -------------- | ---------------- |
| Old Etonians   | 3-0       | Swifts         | 26 novembre 1874 |

## Secondo Turno
| Squadra locale    | Punteggio                                       | Squadra ospite       | Data             |
| ----------------- | ----------------------------------------------- | -------------------- | ---------------- |
| Wanderers         | 5-0                                             | Barnes               | 21 novembre 1874 |
| Clapham Rovers    | 2-0                                             | Pilgrims             | 5 dicembre 1874  |
| Maidenhead        | 2-1                                             | Reigate Priory       | 5 dicembre 1874  |
| Royal Engineers   | 5-0                                             | Cambridge University | 5 dicembre 1874  |
| Woodford Wells    | 3-0                                             | Southall             | 5 dicembre 1874  |
| Civil Service     | 1-1                                             | Shropshire Wanderers | 12 dicembre 1874 |
| Oxford University | Qualificata per ritiro dell'avversaria          | Windsor Home Park    |                  |
| Old Etonians      | Qualificata automaticamente al turno successivo |                      |                  |

### Ripetizione
| Squadra locale       | Punteggio                              | Squadra ospite | Data |
| -------------------- | -------------------------------------- | -------------- | ---- |
| Shropshire Wanderers | Qualificata per ritiro dell'avversaria | Civil Service  |      |

## Quarti di Finale
| Squadra locale       | Punteggio | Squadra ospite    | Data            |
| -------------------- | --------- | ----------------- | --------------- |
| Old Etonians         | 1-0       | Maidenhead        | 23 gennaio 1875 |
| Shropshire Wanderers | 1-1       | Woodford Wells    | 23 gennaio 1875 |
| Royal Engineers      | 3-2       | Clapham Rovers    | 30 gennaio 1875 |
| Wanderers            | 1-2       | Oxford University | 30 gennaio 1875 |

### Ripetizione
| Squadra locale | Punteggio | Squadra ospite       | Data            |
| -------------- | --------- | -------------------- | --------------- |
| Woodford Wells | 0-2       | Shropshire Wanderers | 6 febbraio 1875 |

## Semifinale
| Squadra locale    | Punteggio | Squadra ospite       | Data             |
| ----------------- | --------- | -------------------- | ---------------- |
| Oxford University | 1-1       | Royal Engineers      | 27 febbraio 1875 |
| Old Etonians      | 1-0       | Shropshire Wanderers | 27 febbraio 1875 |

### Ripetizione
| Squadra locale  | Punteggio | Squadra ospite    | Data         |
| --------------- | --------- | ----------------- | ------------ |
| Royal Engineers | 1-0       | Oxford University | 5 marzo 1875 |

## Finale
| Squadra locale | Punteggio | Squadra ospite  | Data          |
| -------------- | --------- | --------------- | ------------- |
| Old Etonians   | 1-1       | Royal Engineers | 13 marzo 1875 |

### Ripetizione
| Squadra locale  | Punteggio | Squadra ospite | Data          |
| --------------- | --------- | -------------- | ------------- |
| Royal Engineers | 2-0       | Old Etonians   | 16 marzo 1875 |